# Iphiaulax mundelli
Iphiaulax mundelli är en stekelart som först beskrevs av Blanchard 1936.  Iphiaulax mundelli ingår i släktet Iphiaulax och familjen bracksteklar. Inga underarter finns listade i Catalogue of Life.